# KNVB beker
La Coppa dei Paesi Bassi, ufficialmente in olandese KNVB Beker, acronimo di Koninklijke Nederlandse Voetbal Bond Beker (in italiano Coppa della Reale federazione calcistica dei Paesi Bassi), nota come TOTO KNVB Beker per ragioni di sponsorizzazione, è una competizione calcistica olandese, organizzata con cadenza annuale dalla Federazione calcistica dei Paesi Bassi (KNVB) dal 1899.
Strutturato come la FA Cup inglese, il torneo vede la partecipazione di club delle quattro divisioni del campionato olandese di calcio, oltre che le 24 semifinaliste delle Districtsbeker, le coppe distrettuali. La finale del torneo si svolge al De Kuip di Rotterdam dal 1989. La squadra vincitrice ottiene il diritto di sfidare i campioni dell'Eredivisie nella Johan Cruijff Schaal, o Supercoppa d'Olanda, che funge da prima partita della stagione successiva.
La squadra che detiene il maggior numero di trionfi della competizione è l'Ajax, con 20 trofei, seguito da Feyenoord (14) e PSV (11); AZ Alkmaar e Quick Den Haag sono a pari merito con 4, mentre ad averne vinti 3 sono il Twente, l'Utrecht, lo Sparta Rotterdam e il Koninklijke HFC. Attuale detentore del trofeo è il Go Ahead Eagles, al suo unico trionfo nella competizione, dopo aver battuto l'AZ alla lotteria dei rigori per 4-2 dopo l'1-1 maturato ai supplementari.

## Storia
La competizione fu concepita durante un incontro tenutosi nella sede della Federazione calcistica dei Paesi Bassi (KNVB) all'Aia il 19 gennaio 1898. Nel 1898-1899 si tenne la prima edizione della Coppa dei Paesi Bassi. Nel 1946 il trofeo fu modificato in una coppa d'argento, rimasto in uso ancora oggi. Nel 2018 fu assegnato un trofeo dorato, in onore del centenario della fondazione del torneo.
Dal 1995 ha avuto vari nomi commerciali: Amstel KNVB Beker e, nel 2005-2006, Gatorade KNVB Beker. Dal 2018 al 2022 assume il nome di TOTO KNVB Beker. 
Fino al 1998 la vincitrice della Coppa dei Paesi Bassi era ammessa alla Coppa delle Coppe, competizione scomparsa nel 1999. Dal 1999 la squadra che vince il torneo si qualifica all'Europa League.

## Albo d'oro
| Stagione  | Vincitore           | Risultato             | Finalista        |
| --------- | ------------------- | --------------------- | ---------------- |
| 1898-1899 | RAP                 | 1 - 0 (dts)           | HVV              |
| 1899-1900 | Velocitas           | 3 - 1                 | Ajax Leiden      |
| 1900-1901 | HBS                 | 4 - 3                 | RAP              |
| 1901-1902 | Haarlem             | 2 - 1                 | HBS              |
| 1902-1903 | HVV                 | 6 - 1                 | HBS              |
| 1903-1904 | Koninklijke HFC     | 3 - 1                 | HVV              |
| 1904-1905 | VOC                 | 3 - 0                 | HBS              |
| 1905-1906 | Concordia           | 3 - 2                 | Volharding       |
| 1906-1907 | VOC                 | 4 - 3 (dts)           | Voorwaarts       |
| 1907-1908 | HBS                 | 3 - 1                 | VOC              |
| 1908-1909 | Quick Den Haag      | 2 - 0                 | VOC              |
| 1909-1910 | Quick Den Haag      | 2 - 0                 | HVV              |
| 1910-1911 | Quick Den Haag      | 1 - 0                 | Haarlem          |
| 1911-1912 | Haarlem             | 2 - 0                 | Vitesse          |
| 1912-1913 | Koninklijke HFC     | 4 - 1                 | Dordrecht        |
| 1913-1914 | Dordrecht           | 3 - 2                 | Haarlem          |
| 1914-1915 | Koninklijke HFC     | 1 - 0                 | HBS              |
| 1915-1916 | Quick Den Haag      | 2 - 1 (dts)           | HBS              |
| 1916-1917 | Ajax                | 3 - 0                 | VSV              |
| 1917-1918 | RCH                 | 2 - 1                 | VVA              |
| 1918-1919 | Non disputata       | Non disputata         | Non disputata    |
| 1919-1920 | CVV Mercurius       | 2 - 1                 | VUC              |
| 1920-1921 | Schoten             | 2 - 1                 | RFC              |
| 1922-1924 | Non disputata       | Non disputata         | Non disputata    |
| 1924-1925 | ZFC                 | 5 - 1                 | Xerxes           |
| 1925-1926 | LONGA               | 5 - 2                 | De Spartaan      |
| 1926-1927 | VUC                 | 3 - 1                 | Vitesse          |
| 1927-1928 | RCH                 | 2 - 0                 | PEC Zwolle       |
| 1928-1929 | Abbandonata         | Abbandonata           | Abbandonata      |
| 1929-1930 | Feyenoord           | 1 - 0                 | Excelsior        |
| 1930-1931 | Non disputata       | Non disputata         | Non disputata    |
| 1931-1932 | Dordrecht           | 5 - 4 (dts)           | PSV              |
| 1932-1933 | Non disputata       | Non disputata         | Non disputata    |
| 1933-1934 | Velocitas Groningen | 3 - 2 (dts)           | Feyenoord        |
| 1934-1935 | Feyenoord           | 5 - 2                 | Helmond Sport    |
| 1935-1936 | Roermond            | 4 - 2                 | KFC              |
| 1936-1937 | Eindhoven           | 1 - 0                 | De Spartaan      |
| 1937-1938 | VSV                 | 4 - 1                 | AGOVV            |
| 1938-1939 | Wageningen          | 2 - 1 (dts)           | PSV              |
| 1940-1942 | Non disputata       | Non disputata         | Non disputata    |
| 1942-1943 | Ajax                | 2 - 0                 | Dordrecht        |
| 1943-1944 | Willem II           | 9 - 2                 | Groene Ster      |
| 1945-1947 | Non disputata       | Non disputata         | Non disputata    |
| 1947-1948 | Wageningen          | 0 - 0 (dts) (2-1 dtr) | DWV              |
| 1948-1949 | Quick Nijmegen      | 1 - 1 (dts) (2-1 dtr) | Helmondia '55    |
| 1949-1950 | PSV                 | 4 - 3 (dts)           | Haarlem          |
| 1951-1957 | Non disputata       | Non disputata         | Non disputata    |
| 1956-1957 | Fortuna '54         | 4 - 2                 | Feyenoord        |
| 1957-1958 | Sparta Rotterdam    | 4 - 3                 | Volendam         |
| 1958-1959 | VVV-Venlo           | 4 - 1                 | ADO Den Haag     |
| 1959-1960 | Non disputata       | Non disputata         | Non disputata    |
| 1960-1961 | Ajax                | 3 - 0                 | NAC Breda        |
| 1961-1962 | Sparta Rotterdam    | 1 - 0 (dts)           | DHC Delft        |
| 1962-1963 | Willem II           | 3 - 0                 | ADO Den Haag     |
| 1963-1964 | Fortuna '54         | 0 - 0 (dts) (4-3 dtr) | ADO Den Haag     |
| 1964-1965 | Feyenoord           | 1 - 0                 | Go Ahead Eagles  |
| 1965-1966 | Sparta Rotterdam    | 1 - 0                 | ADO Den Haag     |
| 1966-1967 | Ajax                | 2 - 1 (dts)           | NAC Breda        |
| 1967-1968 | ADO Den Haag        | 2 - 1                 | Ajax             |
| 1968-1969 | Feyenoord           | 1 - 1 (dts)           | PSV              |
| 1968-1969 | Feyenoord           | 2 - 0 (rip)           | PSV              |
| 1969-1970 | Ajax                | 2 - 0                 | PSV              |
| 1970-1971 | Ajax                | 1 - 1 (dts)           | Sparta Rotterdam |
| 1970-1971 | Ajax                | 1 - 0 (rip)           | Sparta Rotterdam |
| 1971-1972 | Ajax                | 4 - 1                 | ADO Den Haag     |
| 1972-1973 | NAC Breda           | 2 - 0                 | N.E.C.           |
| 1973-1974 | PSV                 | 6 - 0                 | NAC Breda        |
| 1974-1975 | ADO Den Haag        | 1 - 0                 | Twente           |
| 1975-1976 | PSV                 | 1 - 0 (dts)           | Roda JC          |
| 1976-1977 | Twente              | 3 - 0 (dts)           | PEC Zwolle       |
| 1977-1978 | AZ Alkmaar          | 1 - 0                 | Ajax             |
| 1978-1979 | Ajax                | 1 - 1 (dts)           | Twente           |
| 1978-1979 | Ajax                | 3 - 0 (rip)           | Twente           |
| 1979-1980 | Feyenoord           | 3 - 1                 | Ajax             |
| 1980-1981 | AZ Alkmaar          | 3 - 1                 | Ajax             |
| 1981-1982 | AZ Alkmaar          | 0 - 1                 | Utrecht          |
| 1981-1982 | AZ Alkmaar          | 5 - 1                 | Utrecht          |
| 1982-1983 | Ajax                | 3 - 1                 | N.E.C.           |
| 1982-1983 | Ajax                | 3 - 1                 | N.E.C.           |
| 1983-1984 | Feyenoord           | 1 - 0                 | Fortuna Sittard  |
| 1984-1985 | Utrecht             | 1 - 0                 | Helmond Sport    |
| 1985-1986 | Ajax                | 3 - 0                 | RBC Roosendaal   |
| 1986-1987 | Ajax                | 4 - 2 (dts)           | ADO Den Haag     |
| 1987-1988 | PSV                 | 3 - 2 (dts)           | Roda JC          |
| 1988-1989 | PSV                 | 4 - 1                 | Groningen        |
| 1989-1990 | PSV                 | 1 - 0                 | Vitesse          |
| 1990-1991 | Feyenoord           | 1 - 0                 | Den Bosch        |
| 1991-1992 | Feyenoord           | 3 - 0                 | Roda JC          |
| 1992-1993 | Ajax                | 6 - 2                 | Heerenveen       |
| 1993-1994 | Feyenoord           | 2 - 1                 | N.E.C.           |
| 1994-1995 | Feyenoord           | 2 - 1                 | Volendam         |
| 1995-1996 | PSV                 | 5 - 2                 | Sparta Rotterdam |
| 1996-1997 | Roda JC             | 4 - 2                 | Heerenveen       |
| 1997-1998 | Ajax                | 5 - 0                 | PSV              |
| 1998-1999 | Ajax                | 2 - 0                 | Fortuna Sittard  |
| 1999-2000 | Roda JC             | 2 - 0                 | N.E.C.           |
| 2000-2001 | Twente              | 0 - 0 (dts) (4-3 dtr) | PSV              |
| 2001-2002 | Ajax                | 3 - 2 (dts)           | Utrecht          |
| 2002-2003 | Utrecht             | 4 - 1                 | Feyenoord        |
| 2003-2004 | Utrecht             | 1 - 0                 | Twente           |
| 2004-2005 | PSV                 | 4 - 0                 | Willem II        |
| 2005-2006 | Ajax                | 2 - 1                 | PSV              |
| 2006-2007 | Ajax                | 1 - 1 (dts) (8-7 dtr) | AZ Alkmaar       |
| 2007-2008 | Feyenoord           | 2 - 0                 | Roda JC          |
| 2008-2009 | Heerenveen          | 2 - 2 (dts) (5-4 dtr) | Twente           |
| 2009-2010 | Ajax                | 2 - 0                 | Feyenoord        |
| 2009-2010 | Ajax                | 4 - 1                 | Feyenoord        |
| 2010-2011 | Twente              | 3 - 2 (dts)           | Ajax             |
| 2011-2012 | PSV                 | 3 - 0                 | Heracles Almelo  |
| 2012-2013 | AZ Alkmaar          | 2 - 1                 | PSV              |
| 2013-2014 | PEC Zwolle          | 5 - 1                 | Ajax             |
| 2014-2015 | Groningen           | 2 - 0                 | PEC Zwolle       |
| 2015-2016 | Feyenoord           | 2 - 1                 | Utrecht          |
| 2016-2017 | Vitesse             | 2 - 0                 | AZ Alkmaar       |
| 2017-2018 | Feyenoord           | 3 - 0                 | AZ Alkmaar       |
| 2018-2019 | Ajax                | 4 - 0                 | Willem II        |
| 2019-2020 | Non terminata       | Non terminata         | Non terminata    |
| 2020-2021 | Ajax                | 2 - 1                 | Vitesse          |
| 2021-2022 | PSV                 | 2 - 0                 | Ajax             |
| 2022-2023 | PSV                 | 1 - 1 (dts) (3-2 dtr) | Ajax             |
| 2023-2024 | Feyenoord           | 1 - 0                 | N.E.C.           |
| 2024-2025 | Go Ahead Eagles     | 1 - 1 (4-2 dtr)       | AZ Alkmaar       |

## Vittorie per squadra
| Squadra             | Vittorie | Secondi posti | Anni vittorie |
| ------------------- | -------- | ------------- | --- |
| Ajax                | 20       | 8             | 1917, 1943, 1961, 1967, 1970, 1971, 1972, 1979, 1983, 1986, 1987, 1993, 1998, 1999, 2002, 2006, 2007, 2010, 2019, 2021 |
| Feyenoord           | 14       | 4             | 1930, 1935, 1965, 1969, 1980, 1984, 1991, 1992, 1994, 1995, 2008, 2016, 2018, 2024                                     |
| PSV                 | 11       | 8             | 1950, 1974, 1976, 1988, 1989, 1990, 1996, 2005, 2012, 2022, 2023                                                       |
| AZ Alkmaar          | 4        | 4             | 1978, 1981, 1982, 2013                                                                                                 |
| Quick Den Haag      | 4        | 0             | 1909, 1910, 1911, 1916                                                                                                 |
| Twente              | 3        | 4             | 1977, 2001, 2011 |
| Utrecht             | 3        | 3             | 1985, 2003, 2004 |
| Sparta Rotterdam    | 3        | 2             | 1958, 1962, 1966 |
| HFC                 | 3        | -             | 1904, 1913, 1915 |
| ADO Den Haag        | 2        | 6             | 1968, 1975 |
| HBS                 | 2        | 5             | 1901, 1908 |
| Roda JC             | 2        | 4             | 1997, 2000 |
| Haarlem             | 2        | 3             | 1902, 1912 |
| Dordrecht           | 2        | 2             | 1914, 1932 |
| VOC                 | 2        | 2             | 1905, 1907 |
| Willem II           | 2        | 2             | 1944, 1963 |
| Wageningen          | 2        | -             | 1939, 1948 |
| RCH                 | 2        | -             | 1918, 1928 |
| Vitesse             | 1        | 4             | 2017 |
| PEC Zwolle          | 1        | 3             | 2014 |
| NAC Breda           | 1        | 3             | 1973 |
| HVV                 | 1        | 3             | 1903 |
| Heerenveen          | 1        | 2             | 2009 |
| Groningen           | 1        | 1             | 2015 |
| VSV                 | 1        | 1             | 1938 |
| VUC                 | 1        | 1             | 1927 |
| ZFC                 | 1        | 1             | 1925 |
| RAP                 | 1        | 1             | 1899 |
| Go Ahead Eagles     | 1        | -             | 2025 |
| VVV-Venlo           | 1        | -             | 1959 |
| Quick Nijmegen      | 1        | -             | 1949 |
| Eindhoven           | 1        | -             | 1937 |
| Roermond            | 1        | -             | 1936 |
| Velocitas Groningen | 1        | -             | 1934 |
| LONGA               | 1        | -             | 1926 |
| Schoten             | 1        | -             | 1921 |
| CVV Mercurius       | 1        | -             | 1920 |
| Concordia           | 1        | -             | 1906 |
| Velocitas           | 1        | -             | 1900 |

## Statistiche
La squadra che ha disputato il maggior numero di finali di Coppa dei Paesi Bassi (28) è l'Ajax, che è anche la squadra che detiene il primato di vittorie nella competizione (20). 
Tre club hanno vinto la finale per tre volte di seguito: Quick Den Haag, Ajax e PSV. 
Lo scarto più ampio registrato in una partita del torneo risale all'edizione 1903-1904, nel corso della quale la partita HFC-AC & FC VVV Amsterdam si concluse con il punteggio record di 25-0, un primato per il calcio olandese. Nell'occasione, Eddy Holdert fu autore di tredici reti, altro record per il calcio olandese. 
Lo scarto più ampio registrato in una partita del torneo dall'avvento del professionismo risale, invece, al 1958-1959, quando il NAC Breda batté per 18-1 l'VV Dongen.
Lo scarto più ampio registrato in una finale di Coppa dei Paesi Bassi risale all'11 giugno 1944, quando il Willem II sconfisse il Groene Ster per 9-2.
Il gol più veloce realizzato in una finale fu realizzato da Romário del PSV nel 1989; il brasiliano andò a segno dopo due minuti di gioco.
Il giocatore che ha segnato più gol in una finale di coppa è Wim Groenendijk del Feyenoord, che nel 1935 segnò quattro gol contro l'Helmond Sport.